# Rectory Field
Le Rectory Field est un stade localisé à Blackheath dans le sud-est de Londres.

## Histoire
Ce stade est développé dans les années 1880 par le club de cricket, football et de tennis de Blackheath. IL devient le siège du Kent County Cricket Club et de l'équipe de rugby à XV de Blackheath RC.
De 1884 à 1910, il accueille des rencontres internationales sportives dont les matches de l'équipe d'Angleterre de rugby à XV en alternance avec le stade de l'Athletic Ground à Richmond avant la construction du stade de Twickenham au sud-ouest de Londres. 